# South Huron
South Huron es un municipio canadiense situado en la provincia de Ontario.

## Superficie
South Huron tiene una superficie de 425,12 km².

## Demografía
En 2021, tenía 10 063 habitantes, una densidad poblacional de 23,7 hab./km², y 4722 viviendas.